# Prémiová značka

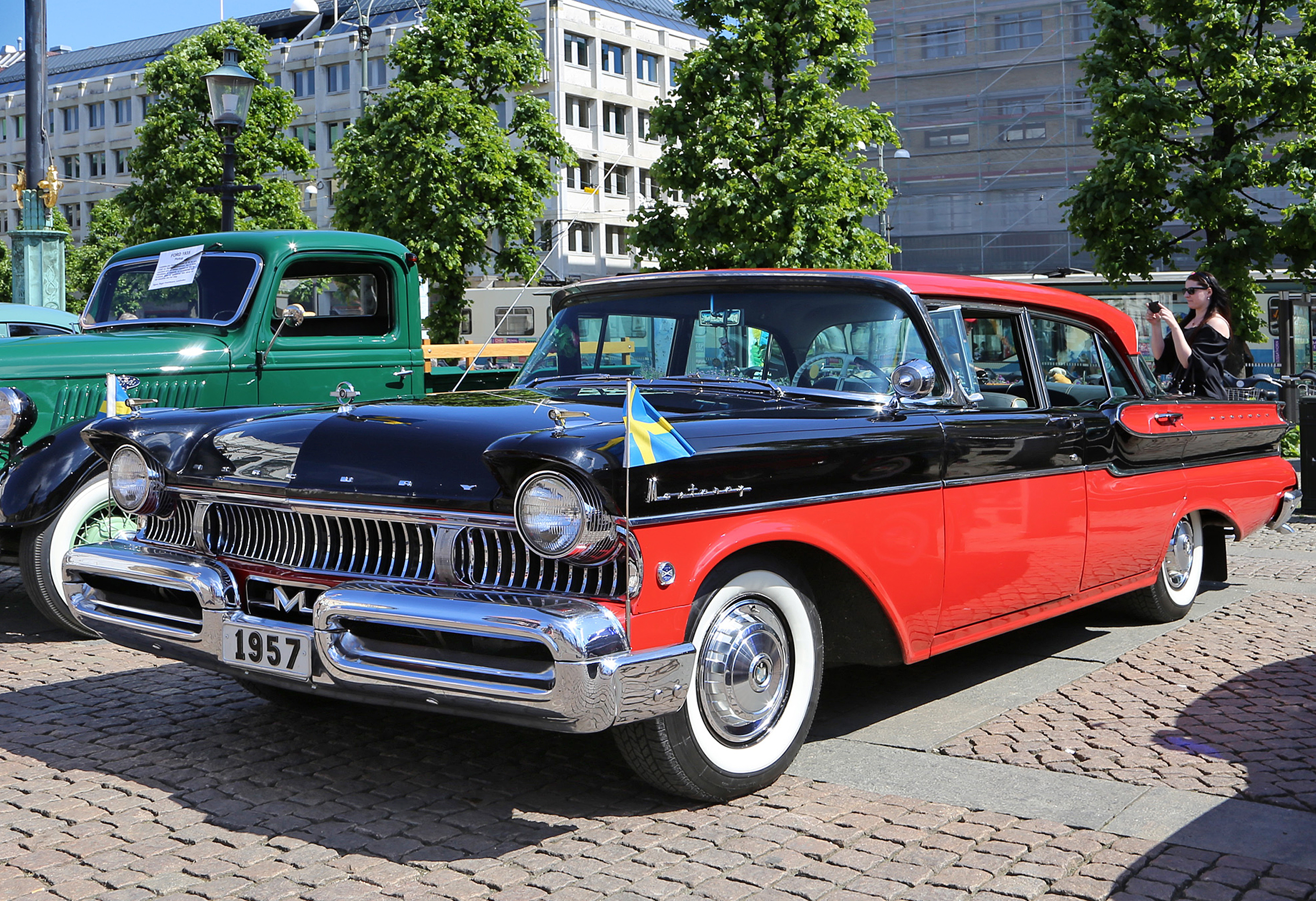
Mercury Montclair (1956), automobil značky Mercury, bývalé prémiové značky koncernu Ford

Prémiová značka je marketingové označení pro značku (firemní nebo značku zboží) se zaměřením na širší okruh zákazníků, než značka luxusní. Hranice mezi luxusní a prémiovou značkou není jednoznačná. Prémiové výrobky se svou kvalitou, cenovou strukturou a postavením na trhu liší od masových výrobků příslušného výrobce a/nebo výrobků jiných masových výrobců.
Firmy vyrábějící prémiové zboží jsou více zaměřeny na trh, který je možno nazvat masový trh luxusního zboží. Jejich zákazníků je podstatně víc než těch, kteří nakupují luxusní zboží. Obchodní sítě nabízející prémiové zboží jsou ve srovnání se sítěmi prodeje luxusního zboží širší. 

## Dělení značek
Obdobně, jako je dělena Maslowova pyramida potřeb, je možno i značky rozdělit do čtyř vrstev:
- Běžné značky– jejich výrobky jsou vyráběny standardizovaně, masově, pořizovací cena je nízká, dostupnost vysoká (v Maslowově pyramidě odpovídají kategorii Základní potřeby)
- Prémiové značky – značky s výrobky vysoké kvality a vysokou cenou, jejich prestiž je masová; výrobky umožňují kupujícím odlišit se od davu, vzbuzují pocit sounáležitosti a sociální potřeby; výrobky jsou vyráběny ve velkých množstvích v továrnách
- Luxusní značky – luxusní značky produkují výrobky v malých množství, zpravidla v dílnách; jedná se o vzácné produkty, kupující mají potřebu seberealizace, uznání a ucty; nákupem si získávají respekt ostatních; kvalita je velmi vysoká, stejně tak jako cena; prostřednictvím luxusních výrobků se kupující snaží si získat respekt a uznání ostatních[3]
- Griffe – jedná se o zvláštní skupinu luxusních značek; výrobky jsou jedinečné, jedná se v principu o sběratelské exempláře se známým tvůrcem[pozn. 1]

Rozdíl mezi prémiovou a luxusní značkou osvětlí následující příklad VIP karet.

### Prémiové karty
Zlatá karta, platinová karta, diamantová karta, to mohou být jen názvy bonusových karet a výjimečnost pak podtrhuje barva plastu. Získat kartu Mastercard Elite
a Visa Infinite je jen otázkou splnění podmínek, nebo zaplacení poplatků.

### Karty z ryzího zlata
- Sberbank Visa Infinite Gold Card byla k dispozici v Kazachstánu jen pro prvních 100 zákazníků.[6]
- Kreditní karta americké banky J.P. Morgan Reserve Card je kombinací 23karátového zlata a palladia. Roční souhrn plateb nesmí klesnout pod 250 tisíc $ (cca 5,5 mil. Kč).
- Dubai First Royal Card byla v roce 2007 představena jako nejdražší karta světa. Má na povrchu 333 diamantů.
- Kartu Real Gold Mastercard vydala Banka Creditas. I zde platí, že vám tuto kartu musí nabídnout samotná banka, minimálním vstupním kritériem je majetek v hodnotě 10 mil. Kč (který máte u této banky).

## Nejasné hranice definice
Termín prémiová značka není jednotně definován. Cílem je označení značky jako zvláště hodnotné, aby bylo možné dosáhnout na trhu vyšší ceny než konkurence. Podstatným znakem je cenová prémie, kladný cenový rozdíl oproti konkurenci. Výraz prémiová kvalita může být užit i v souvislosti se zbožím označeným jako luxusní.
Ta samá značka může být v některých zemích hodnocena jako prémiová, v jiných jako luxusní. Někteří výrobci prodávají pod stejnou značkou prémiové i luxusní zboží. Stejně tak není vždy rozhodující cena – výrobky prémiových firem mohou být v některých případech prodávány dráž, než obdobné výrobky firem luxusních.
Obchodní řetězce (které se prodeji luxusního zboží nevěnují) dělí nabízené produkty na základní (základní kvalita a nejnižší ceny), střední (vyšší kvalita a střední ceny) a prémiové značky (speciální zboží za vyšší ceny).

## Obchodní model
Prémiový obchodní model je koncept nabídky špičkových produktů a služeb, které jsou přitažlivé pro náročné spotřebitele. Image značky je důležitým faktorem, protože kvalita je často subjektivní záležitostí. Tento obchodní model usiluje o vyšší ziskovou marži při nižším objemu prodeje. Příkladem tohoto modelu může být luxusní automobil Rolls-Royce, BMW řady 7 a Mercedes-Benz třídy S, kabelky Gucci a hodinky Rolex v odvětví luxusních doplňků a elitní osobní služby, jako je použití řidiče.